# Furstendömet Katalonien
Furstendömet Katalonien (katalanska: Principat de Catalunya, latin: Principatus Cathaloniæ, occitanska: Principautat de Catalonha, spanska: Principado de Cataluña) var en medeltida och tidigmodern stat på nordöstra Iberiska halvön. Under det mesta av sin historia var det i dynastisk förening med kungariket Aragonien, som tillsammans utgjorde Aragoniska kronan.
Mellan 1400- och 1700-talet gränsade det till kungariket Aragonien i väster, kungariket Valencia i söder, kungariket Frankrike och Andorras feudala herravälde i norr och Medelhavet i öster. Idag används termen också för att referera till det autonoma Katalonien i Spanien och inkludera ibland den historiska regionen Roussillon i södra Frankrike.

## Historia
Den första referensen till Katalonien och katalaner framträder i Liber maiolichinus de gestis Pisanorum illustribus, en pisansk krönika skriven mellan 1117 och 1125. Den behandlar erövringen av Menorca av en gemensam styrka bestående av italienare, katalaner och occitaner. Katalonien fanns vid den tiden ännu inte som en politisk enhet, men användningen av denna term verkar erkänna Katalonien som en kulturell eller geografisk enhet.
De län som i slutändan skulle utgöra Katalonien, blev gradvis förenade under grevskapet Barcelona. År 1137 förenades Barcelonas län och kungariket Aragonien under en enda dynasti, något som skapade det som moderna historiker benämner Aragoniska kronan. Aragonien och Katalonien behöll emellertid sina egna politiska strukturer och juridiska traditioner. På grund av dessa skillnader och deras användning av olika språk – aragonska och katalanska – nödvändiggjordes ett officiellt erkännande av de katalanska länen som en distinkt politisk enhet med sina egna institutioner, lagar och politik.
Under Alfons II av Aragonien (regenttid 1164–1196) betraktades Katalonien för första gången som en juridisk person. Ändå användes inte termen Furstendömet Katalonien formellt förrän på 1400-talet, då den tillämpades på de territorier som styrts av Katalonien.
Begreppet "Furstendömet Katalonien" förblev i bruk fram till andra spanska republiken, då dess användning avtog på grund av dess historiska relation till monarkin. Idag används termen Principat ("Furstendömet") av katalanska nationalister för att hänvisa till det autonoma Katalonien, till skillnad från de övriga katalanska länderna.